# La casa de latón
La casa de latón (título original en inglés: The House of Brass) es una novela de Ellery Queen publicada en 1968.

## Argumento
Un anciano millonario y un tanto desequilibrado invita a un grupo de seis desconocidos a su misteriosa mansión, perdida en un ambiente rural. Pero esta vez la casa tiene algo de extraordinario: está toda hecha de latón, un material blando. 
En esta novela no aparece principalmente Ellery Queen, sino su padre, Richard, que se ha vuelto a casar, y cuya esposa es una de las invitadas a la mansión del anciano.
Hendrick Brass (que significa latón en inglés), es el último y posee una fortuna de seis millones de dólares, que no sabe a quién legar. Entonces reúne a seis personas, hijas de gente que lo ha ayudado alguna vez en su vida, y los invita a pasar una temporada en su mansión. Luego de examinarlos cuidadosamente, elegirá a uno de ellos para que se transforme inmediatamente en heredero. 
Pero el viejo Hendrick muere una noche, y los seis sospechosos son retenidos en la mansión.